# BFF (tình bạn)

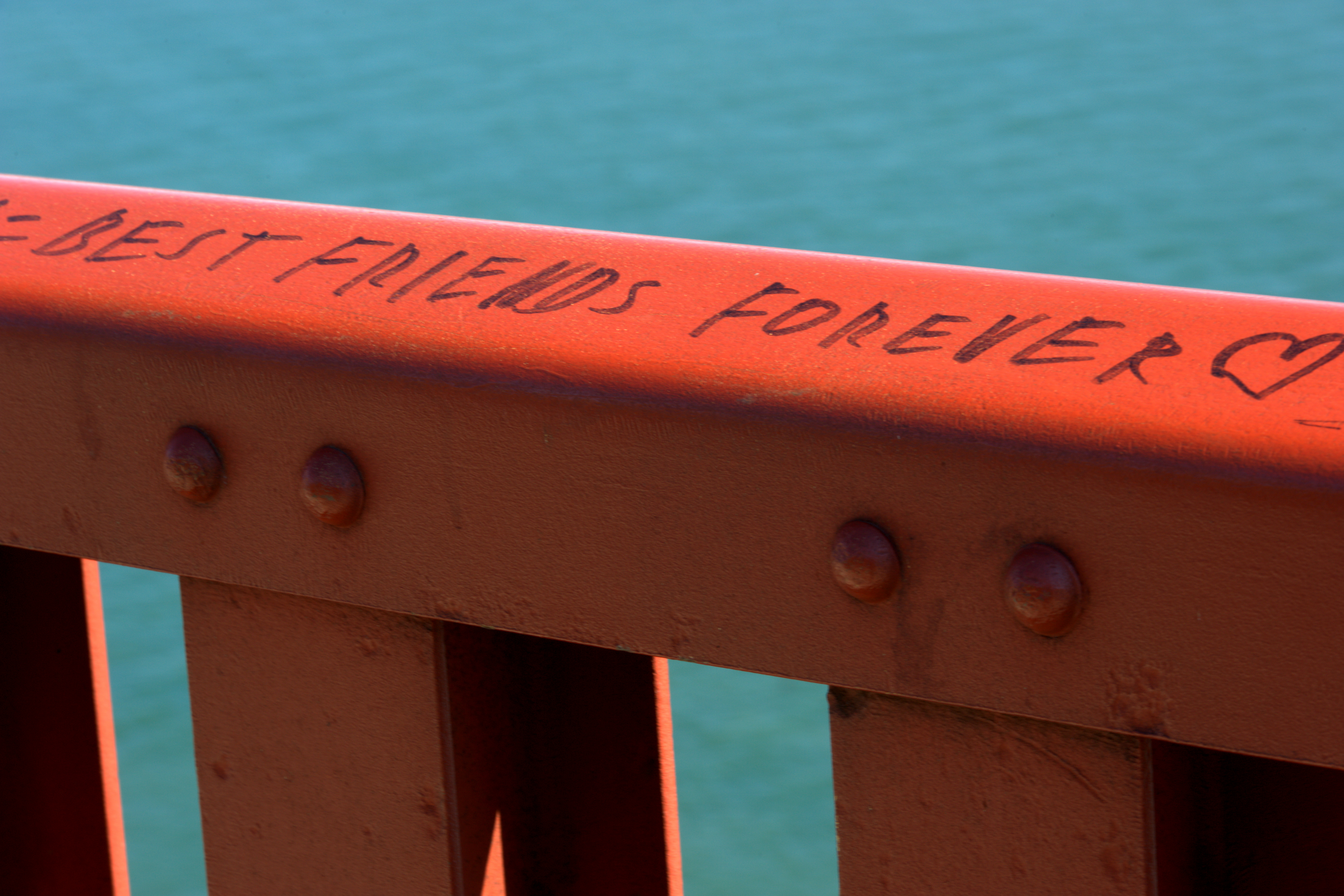
Cụm từ "Best Friends Forever" được viết trên thành Cầu Cổng Vàng ở Mỹ (tác giả: Guillaume Paumier, CC-BY)

BFF (viết tắt của cụm từ tiếng Anh: Best friends forever, tạm dịch: "Mãi mãi là bạn tốt nhất") hay bạn tri kỷ là từ chỉ mối quan hệ tình bạn thân thiết, tri âm tri kỷ.

## Định nghĩa
BFF là từ chỉ người bạn tốt hoặc bạn thân của ai đó, đặc trưng với sự tin tưởng, mối quan hệ lâu bền bất luận số lần thay đổi định nghĩa về tình bạn trong cuộc đời ta.